# Kirche von Gudhem

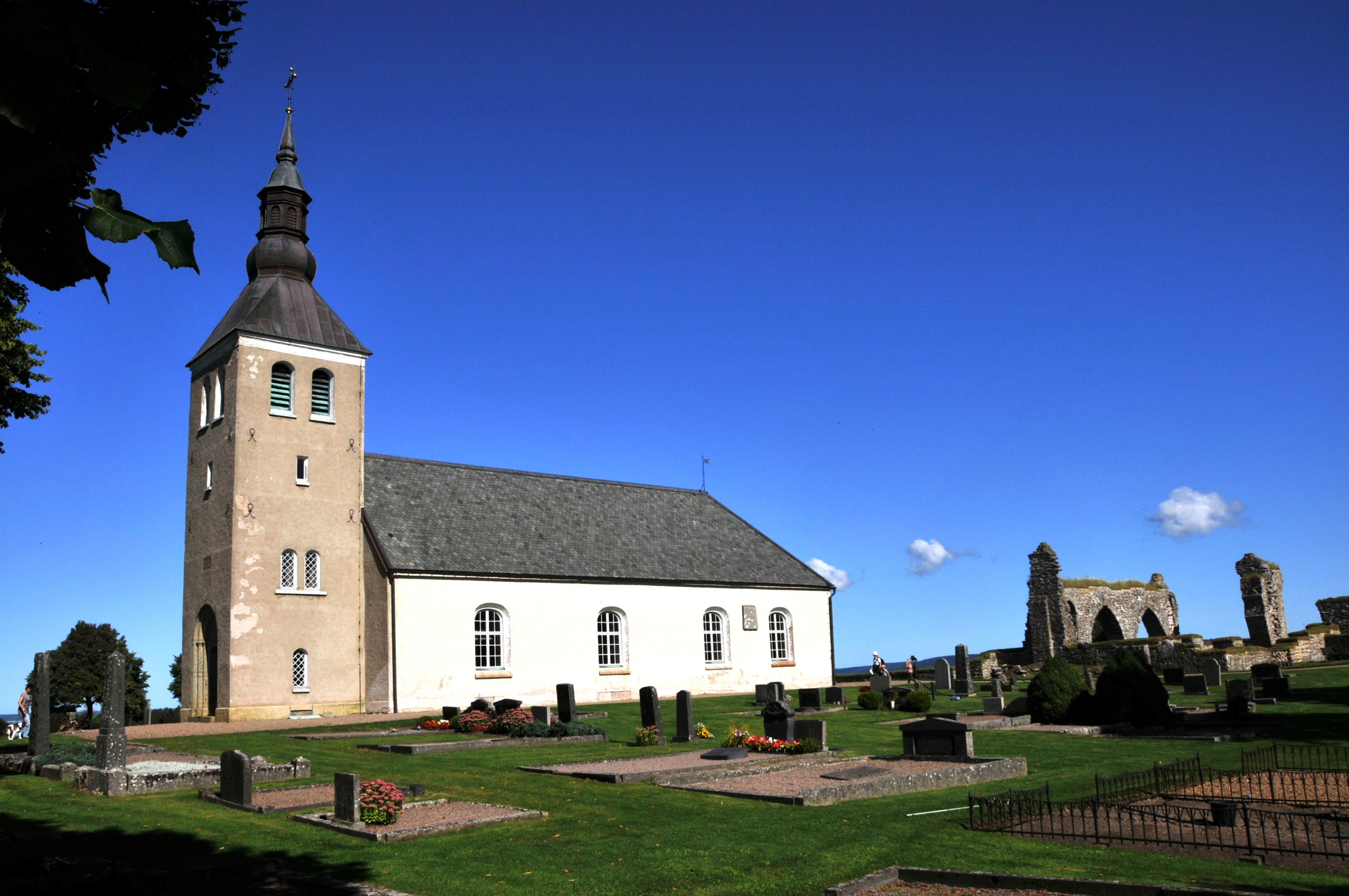
Kirche von Gudhem

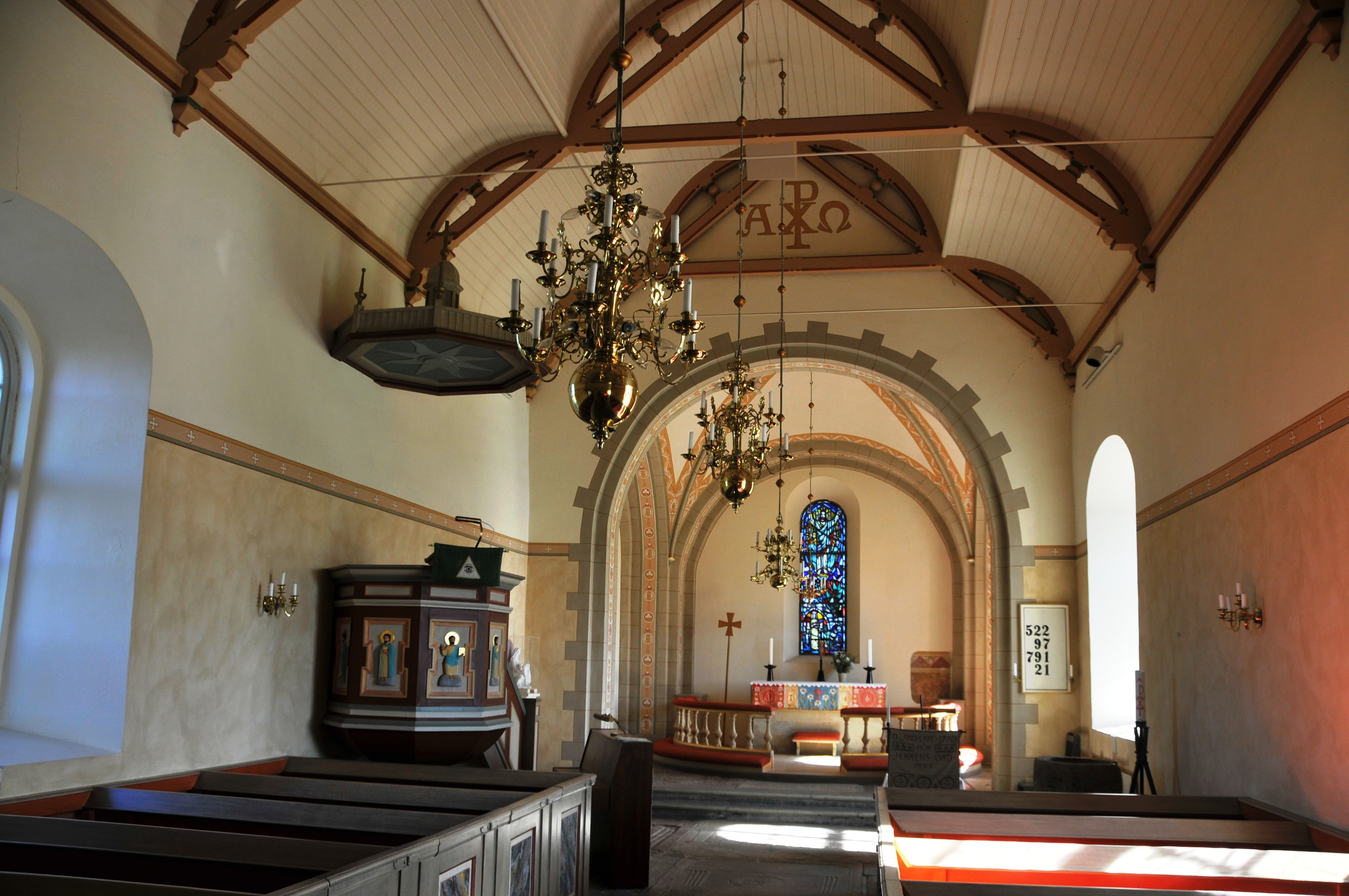
Inneres der Kirche

Die Kirche von Gudhem ist eine Kirche in der schwedischen Provinz Västra Götalands län. Sie liegt am Ortsrand von Gudhem, unmittelbar neben der Ruine des Klosters Gudhem in der Gemeinde Falköping.
Die Kirche hat zwar einen mittelalterlichen Kern, ihr heutiges Aussehen stammt jedoch weitgehend aus dem 19. Jahrhundert.

## Geschichte
Die erste Kirche von Gudhem stammt vermutlich aus der Zeit um 1100. Sie bestand aus einem Langhaus, einem kleinen Chor und einer Vorhalle, jedoch ohne Turm, wie bei Restaurierungsarbeiten Anfang der 1960er Jahre festgestellt werden konnte. Die Dänen verwüsteten die Gegend während des nordischen siebenjährigen Krieges 1563 bis 1570, plünderten die Kirche und brannten sie nieder. Einzig übriggeblieben war in 1583 das sog. Rote Buch, ein Messbuch, und ein Kelch mit Hostienteller und die gesprungene Kirchenglocke. Danach begann man mit dem Wiederaufbau. Aus einem Inventarverzeichnis von 1688 kann man entnehmen, dass die Kirche keinen Mangel an kirchlichem Inventar hatte. 1658 wurde im südöstlichen Winkel zwischen Langhaus und Chor eine Kapelle gebaut, in der Grabkeller und Sakristei eingerichtet wurden.
Aus dem Werk „Suecia antiqua et hodierna“ von Erik Dahlberg geht hervor, wie die Kirche gegen Ende des 17. Jahrhunderts aussah.
Anstelle eines Neubaus einer gemeinsamen Kirche für die Kirchspiele Gudhem, Östra Tunhem und Ugglum wurde die Kirche von Gudhem von 1811 bis 1815 gründlich restauriert. Die Gemeindemitglieder hatten sich gegen einen Neubau gewehrt. Abgerissen wurde die inzwischen verfallene Grabkapelle, und der kleine Chor im Osten wurde durch einen Neubau ersetzt, der die Kirche länger machte. Im Osten wurde eine neue Sakristei gebaut mit darüber liegender Empore. An der Wand zwischen Sakristei und Kirchenraum fand der Altar seinen Platz. Die südwestliche Vorhalle wurde durch eine westliche am Haupteingang ersetzt.
Erneut wurde ein Neubau für die Kirchspiele in 1870 geplant und ebenfalls von den Gemeindemitgliedern abgelehnt.
Im Zuge einer erneuten Restauration erhielt die Kirche 1897 bis 1900 einen Turm und eine neue Sakristei. Der östliche Eingang wurde zugemauert und der Altar an die Ostwand gestellt, in die man ein Chorfenster einbaute. Die flache Decke wurde durch eine sog. Kleeblattdecke ersetzt. Die vorletzte Restaurierung fand 1951/52 statt, bei der die Kirche ein einfaches Tonnengewölbe erhielt. Ein neuer Altar aus Sandstein und eine neue Kanzel wurden installiert. Der Künstler Harald Lindberg schuf im Chor ein Ölgemälde, das er „Königin und Himmelskönig“ nannte, unter Bezugnahme auf Königin Katarina, die das Nonnenkloster in der Nachbarschaft reichlich beschenkt hatte und dort auch begraben liegt.
Bei der vorerst letzten Restaurierung 1999–2000 wurde die Kleeblattdecke wiederhergestellt und das Tonnengewölbe entfernt. Der Altar wurde etwas abgesenkt. Zwischen Sakristei und Kirchenraum wurde ein neuer Eingang eingebaut und das Innere neu gestrichen. Teile der alten Dekormalerei wurden in den ursprünglichen Mustern und Farben wiederhergestellt. Noch heute sieht man an der östlichen Chorwand Reste einer einstmals den ganzen Chor umrahmenden gemalten Randleiste.